# Partidul Democrat din Japonia
Partidul Democrat din Japonia este un partid politic social-liberal, membru al organizației internaționale Alianța Democraților
În septembrie 2009 avea 308 (din 480) reprezentanți în Camera Reprezentanților și 109 (din 242) în Camera Consilierilor din Dietă.
A fost format pe data de 27 aprilie 1998 prin fuziunea a patru partide: fostul Partid Democrat din Japonia, Minseitō („Partidul Guvernării Bune”), Shintō-Yuuai („Partidul Fraternității Noi”) și Minshu-Kaikaku-Rengō („Partidul Reformei Democratice”).

## Fracțiuni (cu numărul membrilor în Dietă)
- Isshin-kai: suporteri ai fostului lider Ichiro Ozawa. Cca. 50 membri.[2]

- Ryoun-kai: a doua cea mai conservatoare fracțiune. Majoritatea membrilor sunt din fostul partid „Sakigake”. Cca. 40 membri. Lideri: Seiji Maehara și Yoshihiko Noda.[2]

- Seiken kotai wo Jitsugen suru kai: format din foști membri ai Partidului Liberal-Democrat. Lider: Yukio Hatoyama. Cca. 30 membri conservatori.[2]

- Misha Kyokai: foști membri ai partidului de centru Partidul Socialist-Democrat din Japonia, care a fuzionat cu PDJ. Cca. 25 membri. Lider: Tatsuo Kawabata.[2]

- Kuni no katachi kenkyukai: lider este fostul președinte al partidului Naoto Kan. Este o fracțiune liberală. Cca. 20 membri.[2]

- Shin seikyoku kenkyukai: fracțiunea cea mai de stânga, creată de foști membri ai fostului Partid Socialist din Japonia, care considerau că partidul acela era prea radical. Cca. 20 membri. Lider: Takahiro Yokomichi.[2]

## Cronologie
- Septembrie 1996: 57 de membri ai Dietei japoneze formează precursorul actualului Partid Democratic din Japonia.
- Martie-aprilie 1998: Partidul se unește cu trei partide minore, creând noul partid (131 membri în Dietă). Naoto Kan este ales Președinte de partid.
- Septembrie 1999: Yukio Hatoyama este ales Președinte de partid.
- Decembrie 2002: Hatoyama își dă demisia în urma unei încercări nereușite de a se uni cu alte partide. Kan revine ca lider.
- Septembrie 2003: Partidul se unește cu Partidul Liberal, condus de Ichirō Ozawa, având ca rezultat 204 membri în Dietă.
- Noiembrie 2003: Partidul obține rezultate bune (177 locuri) în alegerile pentru Camera Reprezentanților. Partidul Liberal Democrat obține 237 locuri.
- Mai 2004: Kan se retrage din postul de președinte după s-a descoperit că nu plătise prima pentru asigurarea de pensie. Katsuya Okada devine Președinte.
- Septembrie 2005: Partidul suferă o înfrângere serioasă în alegerile pentru Camera Reprezentanților, obținând doar 113 locuri, față de 296 obținute de Partidul Liberal Democrat. Okada își dă demisia din funcția de Președinte, și este înlocuit de Seiji Maehara.
- Aprile 2006: Maehara își dă demisia din post datorită unui scandal cauzat de un e-mail falsificat folosit ca dovadă într-o dezbatere în Dietă de către un membru al Partidului.
- Iulie 2007: În alegerile pentru Camera Consilierilor, partidul obține cel mai mare număr de locuri (109, față de 83 ale Partidului Liberal Democrat).
- Noiembrie 2007: Ozawa își anunță demisia dar și-o retrage (scandal creat de încercarea sa de a forma o mare coaliție cu Partidul Liberal Democrat).
- Mai 2009: Ozawa se retrage din funcția de Președinte de partid, și este înlocuit de Yukio Hatoyama.
- 30 august 2009: Partidul preia puterea, după ce obține 308 locuri în alegerile pentru Camera Reprezentanților.
- 9 septembrie 2009: Partidul Democratic din Japonia formează o coaliție cu Partidul Social-Democrat și cu Noul Partid al Poporului.
- 16 septembrie 2009: Yukio Hatoyama este ales al 93-lea Prim-ministru al Japoniei în cadrul unei sesiuni speciale a Dietei japoneze, după Tarō Aso.

## Președinți
1. Naoto Kan (27 aprilie 1998 – 25 septembrie 1999)
2. Yukio Hatoyama (25 septembrie 1999 – 10 decembrie 2002)
3. Naoto Kan (10 decembrie 2002 – 18 mai 2004)
4. Katsuya Okada (18 mai 2004 – 17 septembrie 2005)
5. Seiji Maehara (17 septembrie 2005 – 7 aprilie 2006)
6. Ichirō Ozawa (7 aprilie 2006 – 16 mai 2009)
7. Yukio Hatoyama (16 mai 2009 – 16 iunie 2010)
8. Naoto Kan (16 iunie 2010 – 29 august 2011)
9. Yoshihiko Noda (29 august 2011 – 25 decembrie 2012)
10. Banri Kaieda (25 decembrie 2012 – 14 decembrie 2014)
11. Katsuya Okada (14 decembrie 2014 – 1 septembrie 2017)
12. Seiji Maehara (1 septembrie 2017 – 30 octombrie 2017)
13. Kohei Otsuka (30 octombrie 2017 – 7 mai 2018)